# Pryskyřník
Pryskyřník (Ranunculus) je rozsáhlý rod rostlin z čeledi pryskyřníkovité. Je známo asi 300–550 druhů, které jsou rozšířeny na všech kontinentech s výjimkou Antarktidy. Někteří autoři pojímají rod Ranunculus v širším pojetí včetně menších rodů orsej (Ficaria) a lakušník (Batrachium). Tento článek popisuje rod v užším pojetí bez výše uvedených menších rodů.

## Popis
Jsou to jednoleté i vytrvalé rostliny, zpravidla terestrické, je zde ale i dost druhů mokřadních a bahenních a zřídka i druhy vodní. U vytrvalých druhů se často vytváří podzemní oddenek, u jiných mohou být kořeny nebo báze lodyhy hlízovitě ztlustlé, někdy se vytváří výběžky. Listy i lodyhy mohou být lysé i chlupaté, často jsou přímé, ale mohou být i vystoupavé, poléhavé nebo plazivé.
Listy jsou zpravidla jak bazální tak lodyžní, bazální jsou většinou řapíkaté, často na bázi s pochvami, lodyžní listy, zvláště ty horní, jsou často až přisedlé. Listy jsou uspořádány střídavě, zřídka jsou horní lodyžní vstřícné, mohou být složené i jednoduché. Čepele mohou být celistvé a celokrajné, ale mnohdy jsou různě hluboko dlanitě členěné, na okraji pak zubaté či vroubkované. Palisty chybí.[zdroj?]
Květy jsou jednotlivé nebo v jednoduchých vrcholičnatých květenstvích. Květní stopky jsou někdy podepřeny listeny. Pryskyřníky jsou jednodomé rostliny s oboupohlavnými pravidelnými květy. Kališních lístků je zpravidla 5, řidčeji jiný počet, většinou zelené barvy, zřídka zbarvené jinak, někdy opadávají brzy po rozkvětu, v jiných případech vytrvávají i do období plodu, někdy jsou skloněné dolů a přitisklé ke květní stopce, jindy rozestálé nebo přitisklé ke koruně. Korunních lístků je zpravidla 5, zřídka méně, někdy jsou zmnožené a může jich být i mnoho. Jsou převážně žluté barvy, řidčeji bílé, vzácně se objevuje i červená nebo zelenavá barva, mohou být různé délky, zhruba od 1 do 26 mm.
Tyčinek bývá mnoho, většinou od 10 po velký počet, nektária jsou přítomna, opylování probíhá pomocí hmyzu (entomogamie). Gyneceum je apokarpní, pestíků je mnoho, čnělka je většinou přítomna, někdy chybí. Plodem je nažka, zřídka měchýřek, nažky jsou uspořádány v souplodí. Nažky mohou být na povrchu hladké, někdy jsou ale bradavčité nebo dokonce ostnité, někdy mohou být i křídlaté. Na vrcholu nažky je zobánek, který je přímý, zahnutý nebo až stočený, někdy chybí.
Většina pryskyřníků jsou jedovaté rostliny, obsahují glykosidický lakton ranunculin, jeho štěpením vzniká jedovatý protoanemonin. Při zasýchání ale vzniká dimer anemonin, jenž je inaktivní, a proto seno není jedovaté.

## Rozšíření
Je známo asi 300-550 druhů, záleží na taxonomickém pojetí a také na přístupu k apomiktickým druhům, které se v rodě občas vyskytují, např. okruh pryskyřníku zlatožlutého (Ranunculus auricomus agg.). Druhy jsou rozšířeny po celém světě kromě Antarktidy a chybí také v nížinách tropů.

## Zajímavost
Latinské pojmenování „Ranunculus“ pochází z latinského slova „rana“ – tedy žába a přípony -unculus, která znamená „malá“. Mnohé druhy jsou totiž mokřadní.

## Pryskyřníky ve střední Evropě

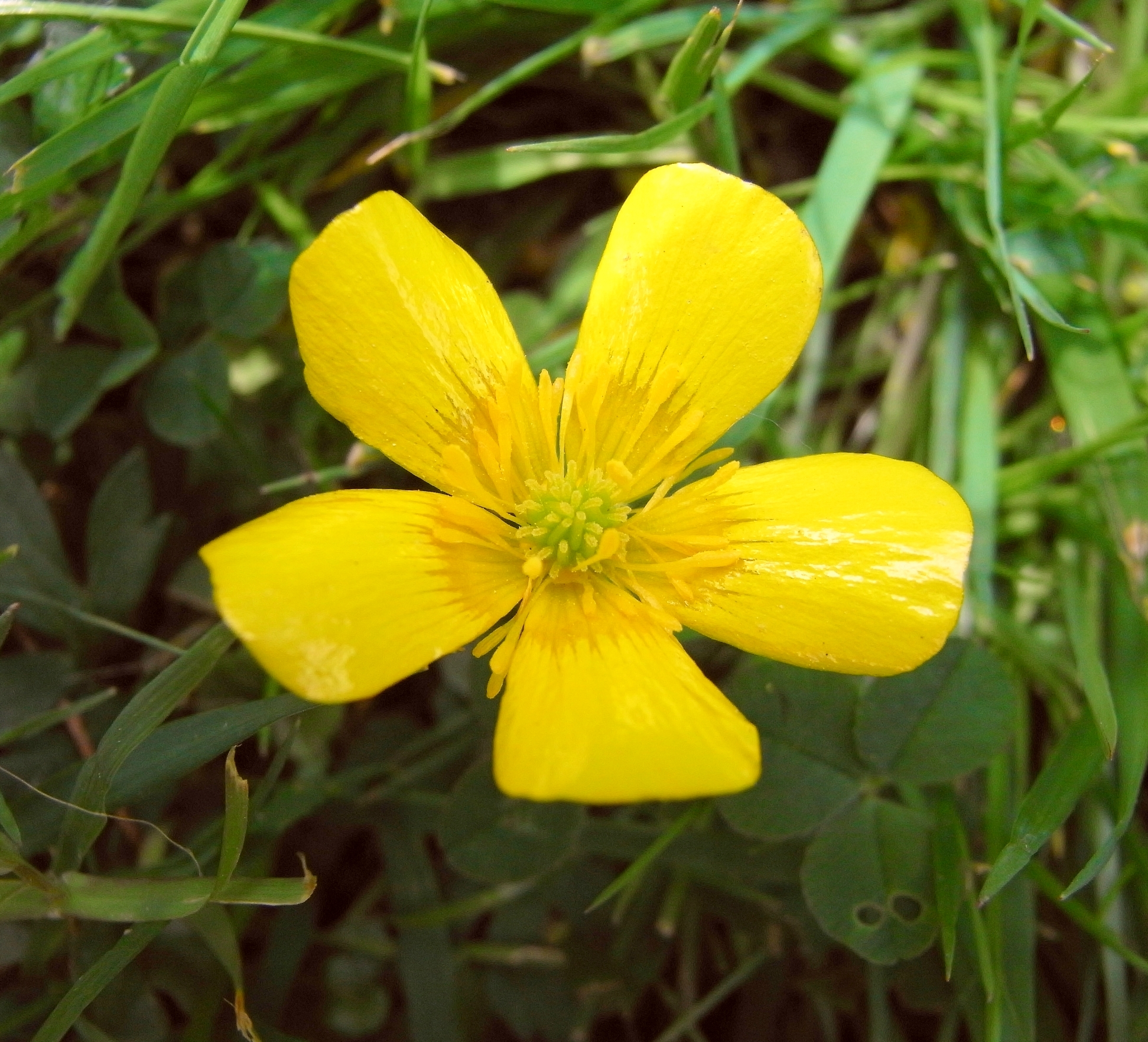

Ve střední Evropě roste asi 40 druhů pryskyřníků (nepočítány druhy okruhu R. auricomus agg.). Z toho v ČR roste pouhých 15 druhů. Tento seznam obsahuje jednak druhy rostoucí v České republice a také druhy rostoucí v sousedních státech. Rod je brán v užším pojetí, tedy bez rodu lakušník (Batrachium) a rodu orsej (Ficaria). Okruh pryskyřníku zlatožlutého (Ranunculus auricomus agg.) není v tomto přehledu blíže rozepsán.
- Ranunculus aconitifolius (pryskyřník omějolistý) - hory, v ČR jen Šumava a Novohradské hory
- Ranunculus acris (pryskyřník prudký) - hojný luční druh
- Ranunculus alpestris (pryskyřník alpínský) - Alpy, Karpaty, v ČR neroste
- Ranunculus arvensis (pryskyřník rolní) - plevel v obilí, roztoušeně v teplých oblastech
- Ranunculus asiaticus (pryskyřník asijský) - východní Středomoří, v ČR jako okrasná trvalka
- Ranunculus auricomus agg. (pryskyřník zlatožlutý) - skupina druhů, lesní a luční druhy, dosti hojné
- Ranunculus breyninus (pryskyřník horomilný) - ze skupiny Ranunculus montanus agg., Alpy, Karpaty
- Ranunculus bulbosus (pryskyřník hlíznatý) - suchomilný luční druh, roztroušený
- Ranunculus carinthiacus - z příbuzenstva Ranunculus montanus agg. Alpy, v ČR neroste
- Ranunculus carpaticus (pryskyřník karpatský) - ze skupiny Ranunculus montanus agg., Karpaty, v ČR neroste
- Ranunculus crenatus - Alpy, v ČR neroste
- Ranunculus flammula (pryskyřník plamének) - hojný vlhkomilný druh
- Ranunculus glacialis (pryskyřník ledovcový) - Alpy, Karpaty, v ČR neroste
- Ranunculus hybridus (pryskyřník zvrhlý) - Alpy, v ČR neroste
- Ranunculus illyricus (pryskyřník illyrský) - teplomilný stepní druh
- Ranunculus kuepferi - Alpy, v ČR neroste
- Ranunculus lanuginosus (pryskyřník kosmatý) - místy dosti hojný lesní druh
- Ranunculus lateriflorus (pryskyřník stranokvětý) - Panonská pánev, v ČR neroste
- Ranunculus lingua (pryskyřník velký) - mokřadní druh
- Ranunculus millefoliatus (pryskyřník peřenosečný) - Malé Karpaty na Slovensku, v ČR neroste
- Ranunculus montanus (pryskyřník horský) - Alpy, v ČR neroste
- Ranunculus muricatus (pryskyřník měkkoostenný) - Středomoří, do střední Evropy vzácně zavlečen
- Ranunculus nemorosus (pryskyřník hajní) - , z příbuzenstva Ranunculus polyanthemos agg., roztroušeně, mimo teplé oblasti
- Ranunculus parnassiifolius - Alpy, v ČR neroste
- Ranunculus pedatus (pryskyřník znožený) - Panonská pánev, v ČR neroste
- Ranunculus platanifolius (pryskyřník platanolistý) - převážně horské polohy
- Ranunculus polyanthemophyllus - z příbuzenstva Ranunculus polyanthemos agg., Rakousko, z ČR dosud neprokázán
- Ranunculus × polyanthemoides - kříženec z okruhu Ranunculus polyanthemos agg., udáván i z ČR
- Ranunculus polyanthemos (pryskyřník mnohokvětý) - druh teplejších oblastí, místy hojně
- Ranunculus polyphyllus (pryskyřník mnoholistý) - Panonská pánev, v ČR neroste
- Ranunculus pseudomontanus (pryskyřník pohorský) - z příbuzenstva Ranunculus montanus agg.. Karpaty, v ČR neroste
- Ranunculus pygmaeus (pryskyřník trpasličí) - Alpy, Karpaty, v ČR neroste
- Ranunculus repens (pryskyřník plazivý) - vlhkomilný ruderální druh, hojný
- Ranunculus reptans - z příbuzenstva Ranunculus flammula, Rakousko, Německo, v ČR neroste
- Ranunculus sardous (pryskyřník sardinský) - vlhkomilný druh, vzácný, silně ubývající
- Ranunculus sceleratus (pryskyřník lítý) - vlhkomilný, roztroušený
- Ranunculus seguieri - Alpy, v ČR neroste
- Ranunculus serpens - z příbuzenstva Ranunculus polyanthemos agg., Rakousko, Německo, v ČR dosud neprokázán
- Ranunculus thora (pryskyřník ledvinitý) - Alpy, Karpaty, v ČR neroste
- Ranunculus traunfellneri - z příbuzenstva Ranunculus alpestris, Alpy, v ČR neroste
- Ranunculus villarsii - z příbuzenstva Ranunculus montanus agg., Alpy, v ČR neroste